# 五十嵐啓輔
五十嵐 啓輔（いがらし けいすけ、1987年7月15日 - ）は、日本の俳優である。群馬県出身。

## 略歴
大学在学時にスカウトされ、モデルやエキストラなどで活動開始。
2010年12月に初舞台を踏み、以降は舞台を中心に活動。
グロリアスクリエーションズに所属するも、2016年度末の同社のマネジメント業務休止に伴い、フリーとなる。
2017年、演劇ユニット「TiGHTY」のメンバーに加入。同ユニットは2018年4月1日をもって解散。
2018年1月より和奏AGENCY(わかなエージェンシー)に所属。同年6月1日付で公式ファンクラブ「五十嵐家」発足。
6月末日をもって和奏AGENCYを円満退社し、現在フリーランスで活動中。
近年は、自身の主催するイベントで自作のコントを披露したり、オムニバス公演の脚本演出を務めるなど、活動の幅を広げている。

## 人物
- 愛称は、いがむー、いがちゃん、いがらっぱ　など。
- 祖父母、両親、姉と妹の7人家族で育つ。また、現在甥っ子1人と姪っ子2人がいる。
- 高校時代はバレーボール部に所属し、キャプテンを務めていた[9]。
- 体育大学に通い、ハンドボール部に所属していた[10]。
- その他の特技はバスケットボール、書道、卓球[11]。中学では卓球部部長を務めた。
- ボウリングも得意で、ボウリングアイドルユニット「LOVE BOWLERs」に所属していたことがある[12]。
- 漫画、ゲーム、アニメが好き。その他、ボードゲーム・カードゲーム、サバイバルゲーム、謎解きなども趣味。
- 学生時代及び活動初期にドン・キホーテでアルバイトをしていたことがある[13]。
- 最初に所属した事務所では、当初マネージャー業をしていた[14]。
- 事務所からのすすめをきっかけにアクリル絵画にはまり、バーチャル個展も開催。
- ある時突然カメラにハマり、レンズや照明機材を買い揃え、日々街中で様々なものを撮り歩いたり、俳優仲間の写真を撮るなどしている。

## 出演（舞台）

### 2010年
- 舞台「美童浪漫大活劇『八犬伝』〈第二部〉」（2010年12月8〜15日/六行会ホール） - ガルマ 役

### 2011年
- 舞台「学園八犬伝」（2011年8月18〜21日/全労済ホール／スペース・ゼロ）- 犬田小文吾悌順 役

### 2012年
- 舞台「レジェンド」（2012年1月19〜23日/AQUA studio）- 火野 役（A班）※ダブルチーム
- 舞台「ビリヤードグリーン」（2012年3月28日〜4月1日/萬劇場）- タカ 役
- 舞台「桃太郎外伝ライズアップヒーロー」（2012年5月22〜27日/武蔵野芸能劇場 小劇場）- 金鬼 役 ※ダブルキャスト
- 舞台「サクラ大戦奏組 ～雅なるハーモニー～」（2012年11月1〜11日/全労済ホール／スペース・ゼロ） - 加集丈治 役[15]/竹蔵 役

### 2013年
- GROW-UP Produce Vol.1「DOG'S」（2013年1月23日〜2月3日/笹塚ファクトリー）- ロッソ 役（チームテンガロン）※トリプルチーム
- 舞台「Juliet」（2013年5月8〜13日/両国・Air studio） - 重岡雄太 役（B班）※トリプルチーム
- MOSH 05「理由なき反抗」（2013年5月28日〜6月1日/シアターKASSAI） ※ダブルキャスト
- 舞台「サクラ大戦奏組 ～薫風のセレナーデ〜」（2013年9月19〜23日/天王洲銀河劇場） - 加集丈治 役[16]/バンブー 役
- 舞台「ba-mu-ku-hen」（2013年12月12〜15日/萬劇場）- 棚橋 役

### 2014年
- Glorious Creations×劇団TEAM-ODAC公演「BLACK10」（2014年2月5〜9日/全労済ホール／スペース・ゼロ）- 桜田乾土 役
- 舞台「STORM LOVER ～波打ち際の王子SUMMER!～」（2014年5月23〜31日/CBGKシブゲキ!!） - 巳城タクミ 役[17]
- 舞台「ハマトラ THE STAGE-CROSSING TIME-」（2014年8月16〜24日/俳優座劇場） - モラル 役[18]
- ブルーカバーアクターズPresents「最弱冒険家のアドベンチャーファンタジーの旅 『デバッグトレジャー』」（2014年10月2〜5日/新宿村LIVE）

### 2015年
- MOSH 08「恋する惑星」（2015年2月11〜15日/築地ブディストホール）
- 舞台「ハマトラ THE STAGE -DOUBLE MISSION-」（2015年3月14〜22日/星陵会館ホール） - モラル 役[19]
- 舞台「龍が如く」（2015年4月24〜29日/赤坂ACTシアター） - 須藤純一 役[20]
- 舞台「STORM LOVER ～波打ち際の王子SUMMER 改!」（2015年5月23〜31日/CBGKシブゲキ!!） - 巳城タクミ 役[21]
- PUPA CINEMATIC STAGE 6「イツツメキセツ」（2015年7月15〜19日/TACCS1179） - チューさん 役[22]
  - 「イツツメキセツ」DVD発売イベント（2015年12月23日）
- GEKIIKE本公演第7回「月下燦然ノ星-帝都綺譚-」（2015年10月15〜26日/シアターグリーン BOX in BOX THEATER） - 近衛 役 [23]
  - GEKIIKE本公演第7回「月下燦然ノ星-帝都綺譚-」DVD発売イベント（2016年6月20日）
- えのもとぐりむ作品集 第4部「クジラの歌」（2015年11月24〜29日/Geki地下Liberty） - ※主演：瀬美 役
- えのもとぐりむ作品集 第6部「フクロウガスム」（2015年12月10〜20日/Geki地下Liberty）- 鷲木 役

### 2016年
- Theatrical company Toy Late Lie 第1回仮設公演「『思春』～遥かなるオヤジーデ～」（2016年2月3〜7日/シアターグリーン BIG TREE THEATER） - 高木社長 役
- 舞台「チェリーボーイズ」（2016年4月13〜17日/博品館劇場）
- L&L企画 舞台公演「お子さまランチ」（2016年5月18〜22日/シアターグリーン BOX in BOX THEATER）
- ミュージカル「ホス探へようこそ 〜ザ・ファースト〜」（2016年6月22〜26日/横浜O-SITE） - 明智 役[24]
  - 『ホス探へようこそ　～ザ・ファースト～　前夜祭』（2016年5月29日)
- Asterism vol,03「NoLimit」（2016年7月8〜13日/TACCS1179） - 七央 役
- ミュージカル「ホス探へようこそ ～ザ・セカンド/アンチ・アレス～」（2016年8月24〜28日/横浜O-SITE） - 明智 役[25]
  - 東三河演劇フェスティバル　特別公演「ホス探へようこそ」祝レディーキラー豊川店ですって…（2016年9月22日/豊川市御津文化会館ハートフルホール）
- 舞台「Novel War 〜悲劇と喜劇のJunction〜」（2016年9月27日〜10月2日/日暮里d-倉庫）- 東 役[26]
- LIVEDOGプロデュース「鬼斬 -the Powerful Performance-」（2016年11月23〜27日/シアターサンモール） - スサノオ 役[27]
- ODDプロデュース「君死ニタマフ事ナカレ 零」（2016年12月21〜25日/新宿村LIVE） - 蘇芳 役[28]

### 2017年
- 舞台「47男子」（2017年1月12〜15日/座・高円寺２） - 兵庫神 役
  - 舞台「47男子」公演DVD上映イベント（2017年3月26日/池袋スタジオ）
- 舞台「ゴーストシスターズ」（2017年2月9〜19日/ウッディシアター中目黒） - ぱくぱく亭小金次 役
- LIVEDOGプロデュース「DOG'S」（2017年3月23日〜4月2日/シアターグリーン BIG TREE THEATER） - ※主演：ブルース 役 （チームBONE）※Wチーム
- 舞台「LOST SWORD」（2017年5月8〜11日/座・高円寺２） - サクヤ 役[29]
  - LOST SWORD キャスト Special LIVE（2017年5月13、14日/高円寺High）
- 舞台「ぼくンち～ソースの覚醒～」（2017年6月21〜25日/サンモールスタジオ） - マスタード 役
- 真夏の短編集「榊原さんは永遠に憂鬱なのかもしれない」こってり地獄編（2017年7月26日〜8月2日/劇場MOMO）
- 舞台「追放選挙」（2017年8月23〜27日/新宿村LIVE） - 石動道宗 役
- 4S企画 Presents「THRee'S[スリーズ]」（2017年9月15〜24日/CBGKシブゲキ!!） - 霊帝 役
- 2.5次元ダンスライブ「ツキウタ。」ステージ「ツキステ。」第4幕『Lunatic Party』（2017年10月11〜15日/Zeppブルーシアター六本木） - ホケキョくん 役[30]
  - 「ツキステ。」第4幕『Lunatic Party』Blu-ray発売決定・発売記念イベント（2018年4月7日）
- LIVEDOGプロデュース「鬼斬 ZERO」（2017年11月22〜26日/シアターサンモール） - ミロク 役[31]

### 2018年
- 劇団TEAM-ODAC第28回本公演 「猫と犬と約束の燈（再演）」（2018年2月7〜12日/草月ホール）- 大道寺健吾 役
- 舞台「ヒット撃つまで僕達は死ねない」（2018年3月14〜18日/中野ザ・ポケット）- 森田晴海 役
- 舞台「ダレンジャーズ」（2018年4月25〜30日/築地ブディストホール）- 稲光恭介/エレクター 役
- レティクル東京座　Ｄ＜ダーク＞エンタメ公演「氷雨丸 -常花の青年遊郭-」（2018年6月6〜10日/新宿村LIVE）- 煌びや 役[32]
- トランジット・コメディアンズのコント集〜2018・夏〜（2018年8月1〜5日/銀座博品館劇場）- 店長（「ドラッグストアでカッテ」）、EXお父さん（「VRご挨拶シミュレーター」）、象野（「整形してください」）、警部（「名探偵ドコナン」）役
- DMF／ENG提携公演vol.4「メイカ 魔女と幕末の英雄」（2018年8月29日～9月2日/シアターサンモール）- 粟屋帯刀 役
  - メイカ 魔女と幕末の英雄 DVD Blu-ray発売 記念イベント「おもしろきこともなき夜におもしろく」 （2019年2月15日/阿佐ヶ谷ロフト）
- 舞台「わたしの、領分」（2018年10月18〜21日/大泉学園ゆめりあホール）- 萩野の夫 役[33]
- ソラリネ。＃23「網膜、鼓膜、皮膚、その他のなにか」（2018年11月21〜25日/アトリエ第Q藝術）- 王子 役（鈴チーム）※Wチーム
- バンタムクラスステージ2018公演「クロッシング・クリスマス・クリアランス(完全版)」（2018年12月21〜25日/新宿村LIVE）- ブルーノ 役

### 2019年
- 第2回 a-fiction m&h theater「デリバリースーサイド２」（2019年1月29日〜2月3日/八幡山ワーサルシアター）-※主演：黒木四葉 役[34]
- 舞台「THE GOEMON 〜episode 0〜」（2019年3月27〜29日/座・高円寺２）- 霧隠才蔵 役
  - THE GOEMON～SPECIAL LIVE～（2019年3月30日/代々木MUSE本館）
- レティクル東京座　Ｌ＜ライト＞エンタメ公演「電脳演形キャステット」（2019年4月24〜28日/新宿村LIVE）- 月之丞=ダーエ博士/キャステット・バグ 役
- コントライブ「笑っていいかも vol.2～ご覧のスポンサーの提供でお送りします～」（2019年5月17〜19日/⼤塚ドリームシアター）
- toshiLOG Vol.3 舞台「ZERO 公安警察特殊舞台『霧組』」（2019年6月12〜16日/六行会ホール）- 五醍醐光男 役
- 劇団『わ』「バック・トゥ・ザ・君の笑顔〜ロボットって笑うっけ？〜」（2019年7月22〜28日/中目黒キンケロシアター）- ※主演：風早陽一 役[35][36]
  - 「バック・トゥ・ザ・君のフェスタ」（2019年7月29〜31日/中目黒キンケロシアター）
    - 君の笑顔フェス（2019年7月29日）
    - ロボフェス（2019年7月30日）
    - ラスト君の笑顔フェス（2019年7月31日）
- 朗読劇「涙箱」（2019年8月9〜12日/シアターシャイン）- 浜川豊 役（第2話「ヒカリとカゲのソナタ」）、課長 役（第3話「旅する4分休符」）
- キ上の空論#11「紺屋の明後日」（2019年9月20〜29日/あうるすぽっと） - コウ 役
- 劇団６番シード 第69回公演「なまくら刀と瓦版屋の娘」（2019年11月6〜10日/中野テアトルBONBON）- 義次 役
- IdentityⅤ STAGE Episode1『What to draw』（2019年11月29日〜12月8日/サンシャイン劇場）- ハンター／写真家（ジョゼフ） 役[37][38]※お当番(W主演)

### 2020年
- 舞台「ダレンジャーズ2 〜エンド・オブ・ウォー〜」（2020年1月23〜28日/六行会ホール） - 稲光恭介/エレクター 役　※途中降板[39][40][41]
  - ダレンジャーズ2感謝祭 〜感謝感激雨エレクト！〜（2020年3月15日/SOUND & BAR HOWL）
- ENG第11回公演「ニンギョヒメ」（2020年2月26日〜3月2日/シアターグリーン BOX in BOX THEATER） - 王子 役
- 舞台「あやかしむすび」（2020年4月25〜29日/伝承ホール）- 南天 役　※新型コロナウィルス感染拡大に伴い公演延期[42] 延期公演はキャスト変更
- IdentityⅤ STAGE Episode2『Double Down』（2020年6月2日〜7日/ヒューリックホール東京）- ハンター／写真家（ジョゼフ） 役　※新型コロナウィルス感染拡大に伴い公演中止[43]
- スマホ連動"ヒロイン体験朗読劇"「特別捜査密着24時」from 100シーンの恋＋（2020年7月3〜6日/R'sアートコート） - 花井一沙 役　※7月3・4日の4公演
- ツツシニウム#5「フスマノオトン」（2020年7月29日〜8月2日/シアターKASSAI）- 高梨 役　※8月1日ゲスト出演
- IdentityⅤ STAGE Episode3『Cry for the moon』（2020年9月10日〜18日/TACHIKAWA STAGE GARDEN）- ハンター／写真家（ジョゼフ） 役
  - 第五舞台 大感謝祭（2020年11月19・20日/舞浜アンフィシアター）
- カラスカ公演「約束のチバーランド」（2020年10月29日〜11月2日/築地ブディストホール）- 千葉涼真 役
- 舞台「BUONO!!」（2020年11月25〜30日/築地ブディストホール）[44][45] - 風見まこみち 役　※新型コロナウィルス感染拡大に伴い公演中止[46]
- ENG第12回公演「ほんとうにかくの？」（2020年12月23〜28日/シアターグリーン BIG TREE THEATER） - ※主演：扉絵羊一 役
  - ENG夏のイベント祭「ほんとうにかくの？」（2021年8月9日/シアターKASSAI）

### 2021年
- フリスティエンターテインメント配信公演「帰ってきたアンチョビー」（2021年2月2～7日）鹿チーム、シャッフルトナカイチームに出演 - 日本一郎 役
- IdentityV STAGE Episode2『Double Down』振替公演（2021年3月24日〜4月1日/TACHIKAWA STAGE GARDEN）- ハンター／写真家（ジョゼフ） 役
- 音楽朗読劇「絵本 えんとつ町のプペル」Ver1.1（2021年4月28日〜5月2日/シアターグリーンBOX in BOX THEATER）- ※主演：プペル 役 （Wキャスト）　※新型コロナウィルス感染拡大に伴い公演延期
- 「Zoo-Z the STAGE -コンクリート・ジャングル-」（2021年7月7〜11日/シアターGロッソ）- 藤堂礼央 役 ※W主演
- 「勤人（リーマン）落語」公開収録公演（2021年7月16〜19日/）※7月16・18日に出演　演目「美香子さんを待ちながら」
- 音楽朗読劇『絵本 えんとつ町のプペル』Ver1.1 延期公演（2021年8月11日〜15日/シアターグリーンBOX in BOX THEATER）- ※主演：プペル 役 （Wキャスト） ※再延期（時期未定）
  - 音楽朗読劇「絵本 えんとつ町のプペル」Ver1.1 特別配信（2021年8月11日〜12日/オンライン配信）- ※主演：プペル 役 （Wキャスト）
- こんとらいぶ「区立すーぱーうるとらスゲェふぁいやーこんと小学校 えくすとら」（2021年8月24日〜29日/新宿シアターサンモール）
  - DVD上映会&振り返りトークイベント（2022年2月5日/BECKアキバ）
- UZR第5回本公演「この夏から一番遠い群青（あお）を探して」（2021年8月28日〜9月6日/劇場MOMO）- かたしろさま 役　※9月6日ゲスト出演
- リーディングドラマ「幽霊ハウス」〜あなたは死んでも彼女を守れますか？〜（2021年9月11〜12日/ヒューリックホール東京）- 森藤修 役
- 舞台『一瞬の風になれ』（2021年10月20〜25日/かめありリリオホール、2021年11月1〜2日/杜のホールはしもと） - 三輪先生 役
- ToyLateLie 仮設公演Vol.2「こんなとこにも探偵」（2021年11月17〜21日/アトリエファンファーレ東新宿）- ※主演：玉珠蔵 役
- 五十嵐啓輔×赤星ユウ 一人芝居「アーヴィング夢魔診療所」 延期→中止

### 2022年
- 夏目恵名・堀有里 presents 朗読劇「eternally」（2022年1月9〜10日/赤坂CHANCEシアター）- ナオヤ 役
- スマホ連動"ヒロイン体験 朗読劇"「恋人は公安刑事」 from 100シーンの恋+（2022年1月13〜16日/赤坂RED/THEATER）※15日に出演　- 後藤誠二 役
- RaveAmenity本公演Vol.5『かあちゃんにしかわからないこと』福岡公演（2022年2月18〜20日/ぽんプラザホール）- 工藤隆二 役
- ASSH-DX Vol.5 ～ 劇団☆ディアステージ collaboration ～「世界は僕のCUBE で造られる・2022」（2022年3月31日〜4月10日/あうるすぽっと）[47]- ※主演 : 僕 役
  - 「世界は僕のCUBE で造られる・2022展」トークショー 第3回（2022年5月28日/AWAJI Cafe and Gallery）
  - 「世界は僕のCUBEで造られる・2022」DVD完成記念上映会（2022年10月1・2日/ステージカフェ下北沢亭）
- ToyLateLie 仮設公演Vol.3「こんなとこにも探偵the file零」（2022年4月27〜5月1日/バルスタジオ）- ※主演：玉珠蔵 役
- ENG第15回公演「ロスト花婿」（2022年6月8〜12日/六行会ホール） - ※主演：手塚慶太 役
- 五十嵐啓輔オムニバスコメディ作品集「バブルメイカー 〜夏の自由研究〜」（2022年7月27日〜8月1日/四谷三丁目ドリームシアター）[48] - ※脚本・演出・出演
- eeo Stage comedy コントライブ『区立すーぱーうるとらスゲェふぁいやーこんと小学校 ざ・ふぁいなる』（2022年8月31日〜9月4日/スクエア荏原ひらつかホール）
- ENG第16回公演「S.O.S（エスオーエス）〜save our souls〜」（2022年9月21〜25日/中目黒キンケロシアター）- 内山田幸太郎 役
- 舞台「COLOR CLOW -神緑之翼-」（2022年10月20〜25日/紀伊國屋サザンシアター）- 周海龍（舞龍） 役[49][50]

### 2023年
- MUSICAL「リフレインする君の声〜encore 2023〜」（2023年1月19〜22日/六行会ホール）- 謎の男ゼロ 役
- 劇団バルスキッチン第24回公演「どぎまぎメモリアル～どぎどぎピンクバージョン～」（2023年3月21〜26日/バルスタジオ）- 大道寺信宏 役
- 舞台「COLOR CLOW -黑韻之翼-」（2023年5月4〜13日/シアター1010）- 周海龍（舞龍） 役[51]
- パピプロ第2回「SUMMER FREESIA EXPRESSION」（2023年6月14〜18日/萬劇場）- 山崎匠（レオ） 役
  - サマフリ上映会（2024年12月27日/MsmileBOX）
  - 3年C組同窓会（2024年12月27日/MsmileBOX）
- CINEMATIC STAGE『危いことなら銭になる』（2023年10月7〜15日/ニッショーホール、10月21日・22日/京都劇場）[52][53]- 紺野成羽（バセコン）役[54]
- 舞台「先輩、コントしましょうよ。」（2023年11月2〜5日/ブルースクエア四谷）
- 舞台「リベンジ・ライフ」（2023年11月22〜26日/中野テアトルBONBON）※25日のみのゲスト出演
- 舞台「華の天羽組 -天京戦争編- powered byヒューマンバグ大学」（2023年12月9〜17日/品川プリンスホテル クラブeX） - 須永陽咲也 役[55][56]

### 2024年
- 舞台「COLOR CROW -黄靱之翼-」（2024年2月10日 - 18日、こくみん共済coopホール/スペース・ゼロ）[57] - 周海龍（舞龍） 役
- CINEMATIC STAGE『東京流れ者』（2024年3月30・31日/京都劇場、4月10〜15日/シアター1010）- 吉井幸喜 役
- 「グリザイア：ファントムトリガー THE STAGE」（2024年5月2〜6日/飛行船シアター）- 大沼 役
- IdentityⅤ STAGE Episode4『Phantom of The Monochrome』（2024年5月30日〜6月2日/IMM THEATER、2024年6月6日〜9日/ヒューリックホール東京）- ハンター／写真家（ジョゼフ） 役
- WaVe'S第4回公演「ジョダンダンジョ」（2024年6月26〜30日/テアトルBONBON）- ※主演：松風一平 役
- 舞台「鶏卵衝突」（2024年7月31日〜8月4日/テアトルBONBON）- キム 役
- ENG第21回公演「missing〜ドラゴンズ・バックへの歩調〜」（2024年8月21〜25日/六行会ホール） - ファーラング・ジラティワット 役
- WaVe'S第5回公演「Get Back!! 2024」（2024年9月25〜29日/テアトルBONBON）- 哲郎 役
- 舞台「OOOOPEN!!!」（2024年10月16〜20日/中野ザ・ポケット）- 室井 役
  - アフタートークイベント（2024年11月3日/麻布バルーン）18時回
  - 上映会イベント（2025年4月27日/溝ノ口劇場）14時回
- 舞台「真夜中の戦士」（2024年11月23〜12月1日/すみだシアターパーク倉）- ブルム 役
- WaVe'S第6回公演「六山荘の恋人」（2024年12月18〜22日/コフレリオ新宿シアター）- ※演出・出演 ：新井 役

### 2025年
- T-gene Stage「正義の味方 ~ジャスティス・タクティス~」（2025年2月26日〜3月3日/中目黒キンケロシアター）- 長嶋茂雄 役 ※3月3日ゲスト出演
  - 前夜祭イベント（2025年2月16日/ミューズモード音楽学院）1部
- 劇団たいしゅう小説家「菜々絵の探偵物語V」（2025年3月26〜30日/萬劇場）- 日野朋哉 役
- Identity V STAGE 大感謝祭2025（2025年4月11〜13日/サンシャイン劇場）- ハンター／写真家（ジョゼフ）役
- WaVe'S第7回公演「ジョダンダンジョ」再演　東京公演（2025年4月16〜20日/築地ブディストホール）- ※主演：松風一平 役
- 舞台「華の天羽組-羽王戦争編-Powered by ヒューマンバグ大学」前編（2025年5月17〜25日/新宿FACE）- 須永陽咲也 役
- WaVe'S第8回公演「ドリルマン」（2025年6月18〜22日/コフレリオ新宿シアター）- 脚本・演出・出演：大将 役 他
- H・S・B presents カガミ想馬プロデュース『イリクラ~Iridescent Clouds~2025』（2025年8月15〜19日/シアターグリーンBIG TREE THEATER）- 水戸 役
- 舞台「華の天羽組-羽王戦争編-Powered by ヒューマンバグ大学」後編（2025年9月20〜28日/新宿FACE、10月3〜5日/近鉄アート館）- 須永陽咲也 役
- 舞台「NiHiL〜COLOR CROW another fate〜」 （2025年10月18〜22日/中目黒キンケロシアター）- 周海龍（舞龍）役

## 出演（映画・ドラマ）

### 映画
- 吟遊詩人（2016年9月上映） - ※主演・企画・原案[58]
- 月下燦然ノ星 THE MOVIE（2016年10月公開） - 近衛 役
- 新感覚ホラーサスペンスシリーズ「現代怪奇百物語 肆之章」（2021年7月3・17日/渋谷ユーロライブ）- ※主演：海藤梓馬 役
  - （改題）[59]「カルマカルト ~Karma Cult~」（2022年4月1〜14日/シネ・リーブル池袋、2022年8月6・7日/目黒シネマ） 　など

### TVドラマ
- フジテレビ「リッチマン、プアウーマン」（2012年7月 - 9月）
- テレビ朝日「警視庁アウトサイダー」第3話（2023年1月19日）
- 『ドゲンジャーズ ～メトロポリス～』4thシーズン（2023年4〜6月）- 小坂俊 役　 など

### WEBドラマ
- BeeTV『オンナの噂研究所』
- はなしごと一人芝居web企画『はなしばい』 赤星ユウ×五十嵐啓輔×バラ「ご主人様、盲いるほどの愛を」（2020年6月19日公開）- ※主演：使用人 役
- リモートシアター「ムカウミライ」（2020年8月17〜23日） - S男 役（8月17日回）、N 役（8月19日回）
- ILLUMINUS Webドラマ『喫茶ライフ』（2020年9〜10月 Youtubeにて無料配信開始）- ミノル 役
- メディリリ配信ドラマ『7DAYS -特殊能力捜査班』第3話（2022年4月配信）
  - 『7DAYS -特殊能力捜査班』上映会（2022年6月19日/ステージカフェ下北沢亭）
- Space Movie Channel 01「弟を喰う。」- ※脚本・演出・出演：悠弌 役　　　など

## 出演（イベント）

### 主催・プロデュース
- 五十嵐家ファンクラブ集会
  - Vol,1『これはイベントですか？いいえコントライブです2019春一番』（2019年2月23日/SpaceCUBE）
  - Vol,2『ひとり舞台。全部俺！～五十嵐の頭の中身～』（2019年2月23日/SpaceCUBE）
  - Vol,3『５年後のオリンピック代表は私だ！ガチンコ卓球大会2019秋』（2019年10月13日） ※大型台風の影響により中止
  - Vol,4『体の次は頭を使え！ボードゲーム大会！五十嵐キングダムへの招待！』（2019年10月13日）
  - Vol,5『新春！新笑！そして新章へ！』3部構成（2020年1月11日/高円寺 Studio K）
  - Vol,6『いがトーク！～まったりゆったり編～』（2020年3月8日）
  - Vol.7『時は来た！今こそあの日のリベンジを！五十嵐家主催卓球大会！』2部構成（2020年3月8日/山手卓球場）
  - Vol.8『いがコントーク』全5公演（2020年7月23・24日/R'sアートコート）
  - vol.9『五十嵐家サバゲーイベントReload1〜X’mas。愛、撃ち込みmas〜』2部構成（2021年12月12日/MMS）
  - Vol.10『五十嵐家卓球大会2023春！』2部構成（2023年6月25日/山手卓球場）
- 五十嵐啓輔BD集会『まったりずむ～ハッピーバースデートゥーミー～』（2019年7月15日）
- 五十嵐啓輔 写真集発売記念トークイベント（2020年10月3・4日/高円寺  Studio K）
- 五十嵐啓輔 初個展&生お絵描きイベント（2021年5月4・5日)　※新型コロナウィルス感染拡大に伴いバーチャルでの開催に変更
- APPスペシャルイベント 五十嵐啓輔プロデュース【SECRET PROGRAM】
  - 第1回（2023年1月29日/BravePoint新宿店）
  - 第2回（2023年9月1日/BravePoint新宿店）
- 2023年五十嵐啓輔バースデーイベント「幸せな1日に謎を添えて」（2023年7月15日/カンナカフェ）
- Pコラボゲームズ
  - 「遊ぼう！」vol.1（2024年10月27日/ルートシアター）
  - 「遊ぼう！」vol.2、「話そう！」vol.1（2024年12月23日/ステージカフェ下北沢亭）
  - 「遊ぼう！」vol.3、「謎をとこう！」vol.1（2025年2月5日/ステージカフェ下北沢亭）
  - 「遊ぼう！」vol.4、「謎をとこう！」vol.2（2025年3月5日/ステージカフェ下北沢亭）

### ゲスト
- 劇団居酒屋ベースボール　イザベルトークショー（2015年12月14日/下北沢Geki地下リバティ）
- えのもとぐりむ×宮下貴浩トークライブ「タイトルなし」（2016年2月25日/ステージカフェ下北沢亭）
- グロリアスクリエーションズ月1イベント「KM★TV」
  - KM★TV大運動会（2016年6月11日）
  - KM★TV～村☆フェス2016～（2016年8月14日/MUSEモード音楽学院本館スタジオ）　など
- 男笑2016/男笑アフターリフレク笑（2016年7月31日/原宿ベルエポック）
- 『居食屋 きた村　鍋ビュッフェ！！』（2017年2月24日/MUSEモード音楽学院本館スタジオ）
- イベント「みっくすぼっくす」
  - VOL.7 〜結成1周年〜ついでに坂本真一（6月6日）の早めのバースデーもしちゃう？（2017年5月27日/下北沢ネバーエンディングランド）
  - VOL.8 〜24時間ハロウィンパーティー（2017年10月29日/東中野バニラスタジオ）
  - 3週連続みっくすぼっくす祭りVOL,9,10,11〜今年の年末のイベントはみくぼが戴いたぜ
    - VOL.9 〜菅井義久生誕祭（2017年12月16日/下北沢ネバーエンディングランド）
    - VOL.10 〜みくぼクリスマス（2017年12月23日/小劇場じゃがいも村）
    - VOL.11 〜みくぼ忘年会（2017年12月30日/東中野バニラスタジオ）

  - VOL.13 〜まぁまぁ遅めのホワイトデー（2018年3月31日/下北沢ネバーエンディングランド）
  - VOL.14 〜坂本真一結構遅めの生誕祭！そして五十嵐啓輔も誕生日！Wで祝っちゃう？？（2018年7月1日/下北沢ネバーエンディングランド）
  - VOL.15 〜ハロウィンパーティー（2018年10月28日/東中野バニラスタジオ）
  - VOL.16 〜菅井義久生誕祭〜そして少し遅めのクリスマス（2018年12月26日/中野あくとれ）
- 生歌LIVEダンスフィットネス『ビートコースター』
  - 2017年6月度＠LIVE＆＠STUDIO（2017年6月10日/MUSEモード音楽学院本館スタジオ）
  - @SHOOTING（2018年10月27日/NOAH学芸大スタジオ）
- カフェイベント『五十嵐啓輔&木田健太のそういや誕生日かも』（2017年7月17日）
- KLEE FES！田邊俊喜30th Anniversary記念ライブ『三十路ボンバイエ〜踊る阿呆に見る阿呆 同じ阿呆なら踊らにゃ損々〜』〜コントな昼・アクトな夕・キュートな夜〜（2017年9月3日/B-BOX）
- RaBo produce「おいでんまい！！！日々、感謝しとるんよ」
  - vol.7 特別編　おいでんまい×朗読会　年忘れ2daysスペシャル
    - 〜Mr.snowman 男気サンタ祭り2017〜（2017年12月16日/高円寺 studio K）
    - 〜即興朗読会〜X’mas present〜（2017年12月17日/しもきたドーン）

  - vol.9 〜2018年あけましておめでとうございます。新春？迎春！？いやバレンタイン Da Special〜（2018年2月25日/しもきたドーン）
  - vol.11 〜これぞムーンライト伝説ならぬ七夕伝説Special〜（2018年7月7日/高円寺 studio K）
  - vol.17 〜遅くなりましたがあけましておめでとうございます。そして夏の終わりを共に〜（2019年8月24日/高円寺 studio K）
  - vol.21 〜お待たせしましたお待たせし過ぎたかもしれません。やりたい事もできないこんな世の中じゃPUNPUN。でもみんなで乗り切ろう！心のソーシャルディスタンスは無視して、風と共に去りぬ。ナイスですね！そしてあの人のお誕生日を祝っちゃう！？SPECIALすぺしゃる～（2020年8月2日）※無観客配信
- 東出有貴 ワンマンLIVE
  - カウントダウンLIVE（2017年12月31日/新宿グラムシュタイン）
  - 全国ワンマンLIVEツアー　東京公演（2018年11月2日/池袋RED ZONE）
- 田中宏輝 初単独バースデーイベント『〜ボジョレーたーぼう解禁〜24年もの。ポロリもあるよ(仮)』（2018年2月24日/しもきたドーン）
- TMG主催！新感覚即興芝居インプロイベント「Theaterlive」（※Theatribe、Threatribeの表記もあり）
  - Vol.3（2018年6月24日/高円寺 studio K）
  - Vol.4 〜only musical〜（2018年9月23日/高円寺 studio K）
  - Vol.5（2019年3月3日/パワーステージAKIBA）
  - Vol.6（2019年7月6日/パワーステージAKIBA）
  - Vol.8（2019年12月22日/高円寺 studio K）
  - Vol.9（2020年2月15日/高円寺 studio K）
  - Vol.10（2021年4月5日/MUSEモード音楽学院本館スタジオ）
  - Vol.12（2021年11月6日/MUSEモード音楽学院本館スタジオ）
  - Vol.14（2022年6月25日/高円寺 studio K）
- 坂本真一presents「新年初笑いコント&占いジャッジメント！あんたは今年こうシーナwithいがむー」（2019年1月11日/なかの芸能小劇場）
- U’s collection vol.9（2019年3月16日/代々木MUSE本館）
- session
  - vol.5（2019年6月2日/赤坂チャンスシアター）
  - vol.11（2020年9月20日/全電通労働会館 多目的ホール）
  - Vol.12（2020年11月8日/四谷三丁目ドリームシアター）
  - Vol.22（2022年8月13日/MUSEモード音楽学院本館スタジオ）
  - Vol.27（2023年9月19日/ブルースクエア四谷）
- 「木田と坂本。」（木田健太・坂本真一・五十嵐啓輔・松下高士 合同誕生祭）（2019年7月7日）
- 図ったん×ひょったん  
  - Vol.2（2021年1月30日/大塚ドリームシアター）
  - Vol.4（2021年4月18日/本所地域プラザBIG SHOP）
  - Vol.9（2022年6月18日/四谷三丁目ドリームシアター）
  - Vol.12（2023年4月1日/MUSEモード音楽学院本館スタジオ）
- あすまいフェス Vol.2（2021年6月26日/音部屋スクエア）
- 磯野大バースデーイベント2021（2021年11月27日/YMCAアジア青少年センター地下スペースYホール）
- MNOP『おぴすますイヴ2021』〜鵜飼JAPAN vs 萩原JAPAN〜（2021年12月24日/高島平バルスタジオ）
- 鈴木遥太 BIRTHDAY EVENT 2022（2022年1月30日/SUBIR AKASAKA TOKYO）
- ToyLateLie BirthDay Event 1部（2022年4月24日/π TOKYO）
- 「THE SHOMIMA 2022」〜残暑見舞い申し上げます〜 私立アレスワ学園（2022年8月20日/YMCAアジア青少年センター地下スペースYホール）※1部のみ
- GFAスペシャルイベント（2022年11月27日/HMV&BOOKS SHIBUYA6Fイベントスペース）※1部のみ
- 胸キュン選手権12th ～最強の男は誰だ！壮絶胸キュンバトル!!キュンメンNo.1決定戦～（2023年2月12日/MUSEモード音楽学院本館スタジオ）
- wakku–luck
  - 第1回「写真撮影の極意を学ぶ」（2023年3月19日/YMCA アジア青少年センター地下スペースＹホール）- MC
  - 第3回「ヒーローをつくる。」（2023年5月27日/中野坂上ハーモニーホール）- MC
  - 第4回「心を感じる空間演出」（2023年7月22日/ KFC Hall &Rooms [Room115]）- MC
  - 第5回「マンガをより楽しむ-みる・知る・描く-」（2023年9月23日/ KFC Hall &Rooms [Room115]）- MC
  - 第6回「Voiceの持つ可能性」（2024年4月6日/R'sアートコート）
- APPスペシャルイベント 鵜飼主水プロデュース【SECRET MISSION】（2023年3月30日/BravePoint新宿店）
- T-gene学園 vol.3「おしえて、図師先生」（2023年4月2日/MUSEモード音楽学院本館スタジオ）
- Another one Vol.12（2023年7月2日/音部屋スクエア高田馬場）
- acoFES プレゼンツ『俳優×芸人どうなりますか！？ライブ秋の番外編！！』演出家田邉俊喜1日限りの現場復活アンド生誕祭！集いし猛者共出てこいや！〜田邉軍団 vs TEAM近藤軍団！〜』（2023年9月2日/MUSEモード音楽学院本館スタジオ）※3部のみ
- 第五人格X'mas Fan Meeting＆秋季IJLプレイオフ『Merry V Christmas 星降る夜の贈り物 ～』（2023年12月22〜24日/ベルサール高田馬場）- 写真家ジョゼフとしてOPパフォーマンス、中間ダンスパフォーマンス出演 他
- サクラ大戦奏組イベント『渡辺和貴×高橋里央×五十嵐啓輔 WITH 藤岡沙也香　再会の奏２』（2024年1月7日/made mode）
- APPスペシャルイベント 【SECRET PARTY】（2024年1月11日/BravePoint新宿店）
- GAME×ACTOR SPECIAL ゲーム&トークファンミーティングイベントー
  - 2024年4月7日/DDD青山クロスシアター
  - 2025年1月26日/ダイニングバー 麦ノ音
  - 2025年5月3日/R'sアートコート
- 第三水曜即興舞台2024「こんなはずじゃなかった。」（新宿バティオス）- パーポーシキブ メンバー
  - 第1戦（2024年5月15日）
  - 第2戦（2024年6月19日）
  - 第3戦（2024年7月17日）
  - 第5戦（2024年9月18日）
- 舞台「京極の轍 -京羅戦争編- powered byヒューマンバグ大学」アフタートーク出演（2024年5月21日/新宿FACE） - 須永陽咲也 役
- 「成哉の時間。」（2024年7月13日/高円寺スタジオK）
- 第五人格6周年オフラインイベント＆夏季IJLプレイオフ『謎めいた図書館の狂詩曲』（2024年7月20・21日/幕張メッセ ホール2）- 写真家ジョゼフとしてOPパフォーマンス、中間ダンスパフォーマンス出演 他
- Another world 2024（2024年8月10日/Cafe&Diner offza）
- APPスペシャルイベント【SECRET GAME】「推しと撃ち合いをしていただきます」
  - 第1回（2024年9月6日/BravePoint新宿店）
  - 第2回（2024年10月25日/BravePoint新宿店）
  - 第3回（2025年1月31日/BravePoint新宿店）
- ザ・フィクション Vol.8（2024年9月7日/大塚ドリームシアター）
- フリスティ「おもいコントからの脱出」（2024年10月5日/下北沢亭）
- Yulirio主催麻雀イベント
  - 麻雀教室（2024年10月21日）
  - 麻雀大会（2024年11月17日）
- ゆうイベVol.24〜秋の思い出〜（2024年11月10日/πTOKYO）1・2部
- 縣豪紀33rd Birthday Event（2025年1月18日/ DDD青山クロスシアター）2部
- Kyosuke Suga and Kodai Miyagi Official Event "Two of us"（2025年4月26日）1部　など

## 出演（その他）
- 東京ゲームショウ2015 Sygamesブース『グランブルーファンタジー』（2015年9月17〜20日/幕張メッセ） - ドランク役
- project by gekichap『役者100人展』（展示期間：2018年12月２5〜30日/ギャラリー・ルデコ）
- ボイスドラマCD　リアルファンキー童話『MOMOTARO♂』[60]（2020年6月発売）- ポチ 役
- カードゲームバラエティweb番組「A×B×C」Bリーグ予選（2020年8月29日 ニコニコ動画De-STYLEチャンネルにて無料配信開始）
- Kindle写真集「全国美男子行脚」【5-1 五十嵐啓輔 タイプA】 【5-2 五十嵐啓輔 タイプB】  【5-3 五十嵐啓輔 タイプC】（2020年9〜10月発売）
- Kindle写真集「全国美男子行脚」【6-1 五十嵐啓輔・千葉瑞己 サイドA】 【6-2 五十嵐啓輔・千葉瑞己 サイドB】 （2020年10月発売）
- アプリ KISSMILLe（キスミル）～100シーンの恋・チャット小説～「君としたい、キスがある〜kiss3:棗〜」（2020年10月配信開始）- 棗 役
- アプリ KISSMILLe（キスミル）「私の物語」執筆（2020年11月公開）[61]
- アプリ KISSMILLe（キスミル）俳優コラボチャット小説「#100キス」
  - 「旅立つ前に一度だけ」（2021年3月配信開始）- 江崎佑介 役
  - 「もう二度と、君の手を離さない」（2021年5月配信開始）- 柏木大貴 役
  - 「キミの泣いてる顔が好き」（2021年7月配信開始）- 紀里谷崇 役
- ブラウザゲーム ファンタジーRPG『カルテットファンタジア』（2021年4月〜）キャラクターボイス - シュウ、ドーン 役
- Web配信バラエティ｢Job×Chan!!〜それ僕たちにやらせてください〜｣シーズン1（2021年4〜5月公開）
  - Job×Chan!! オータムイベント　第3部　あの夏をもう1度！シーズン1同窓会（2022年9月8日/Studio Y's）
- project by gekichap『はじまりの、役者100人展』（展示期間：2021年12月21〜29日/ギャラリー・ルデコ）
- アプリ KISSMILLe（キスミル）俳優チャット小説「ISOLATED 〜孤島に隔絶された8人〜」（2022年8月配信開始） - 桜庭洋一郎 役　　など